# A gyűjtő (film, 1997)
A gyűjtő (eredeti cím: Kiss the Girls) 1997-ben bemutatott amerikai bűnügyi pszichothriller Gary Fleder rendezésében. A forgatókönyvet David Klass készítette James Patterson azonos című regénye alapján. A film az Alex Cross-sorozat második kötetét dolgozza fel. A produkció főszerepében Morgan Freeman, Ashley Judd és Cary Elwes. Habár a kritikusok nem voltak a filmtől elragadtatva, A gyűjtő kasszasiker volt. A filmsorozat következő részét 2001-ben mutatták be A pók hálójában címmel, ami az Alex Cross-regények első részét dolgozta fel. A 2012-ben bemutatott Alex Cross-szal tettek kísérletet a történet újjáélesztésére, ahol a főszerepet Tyler Perry játszotta.

## Cselekmény
Dr. Alex Cross törvényszéki pszichológus Washingtonból. Crossnak Durhambe kell utaznia, mert unokahúga, Naomi nyomtalanul eltűnt. Naomi nem az egyetlen nő, akit elraboltak, így a rendőrség segítségével Cross nyomozni kezd. A nyomozás során két holttestet találnak, amiből Cross arra következtet, hogy a gyilkos egy gyűjtő lehet, aki Casanovának hívja magát. 
Ugyanekkor elrabolják Dr. Kate McTiernant, és a rabló elárulja neki, hogy szeretné, ha megtapasztalná a szerelmet. McTiernan egy pincében találja magát a többi elrabolt nővel. Cross és társai rájönnek, hogy az elkövető csak nagyon vonzó, intelligens és erős akaratú nőket rabolt el. A rendőrök azt gyanítják, hogy azok a nők, akik megszegték az elkövető játékának bizonyos szabályait, meghalnak.
McTiernannek sikerül megszöknie a Casanovától, de a mélybe zuhan. Horgászok segítségével a nő megmenekül, és kórházi ápolást kap. Felépülése után lelket próbál önteni az eltűnt nők hozzátartozóiba. Ezalatt Cross tovább kutat, és McTiernan segítségével egy gyanúsan magas adagú gyógyszerrendelésre bukkannak. Valaki a Casanovához hasonlóan Kaliforniában nőket rabol el. A nyomozókkal együtt felkerekednek, hogy Los Angelesbe utazzanak, és megfigyelik azt az orvost, aki a gyógyszereket rendelte. Az illető, Dr. Rudolph a szemük láttára csábít el egy nőt, és viszi egy erdei házba. A rajtaütés alatt azonban az egyik tiszt meghal, Crosst pedig elüti egy autó.
Az FBI házkutatást rendel el, amiből kiderül, hogy Dr. Rudolphot és a Casanovát valóban össze lehet kötni. A két férfi ugyanis egymással versenyez. Cross megtalálja az elrabolt nőket, és lelövi Dr. Rudolphot, a Casanovának azonban sikerül meglépnie. Crosst nem hagyja nyugodni a tettes szökése, és lassan összerakja a képet. McTiernanhez siet, aki már beengedte magához Ruskin nyomozót: a férfit, aki valójában a Casanova. A nő és Ruskin dulakodnak, de McTiernannek sikerül a férfit a tűzhelyhez bilincselni. Mielőtt Ruskin felrobbanthatná őket, Cross egy tejesdobozon keresztül lelövi őt.

## Szereplők
| Szerep                               | Színész                  | Magyar hangja   |
| ------------------------------------ | ------------------------ | --------------- |
| Dr. Alex Cross                       | Morgan Freeman           | Csernák János   |
| Dr. Kate McTiernan                   | Ashley Judd              | Náray Erika     |
| Nick Ruskin nyomozó                  | Cary Elwes               | Viczián Ottó    |
| Davey Sikes nyomozó                  | Alex McArthur            | Fesztbaum Béla  |
| Dr. William "Will" Rudolph           | Tony Goldwyn             | Fazekas István  |
| Kyle Craig FBI-ügynök                | Jay O. Sanders           | Konrád Antal    |
| John Sampson nyomozó                 | Bill Nunn                | Dózsa Zoltán    |
| Hatfield, durhami rendőrfőnök        | Brian Cox                | Versényi László |
| Seth Samuel                          | Richard T. Jones         | Bozsó Péter     |
| Dr. Ruocco                           | Roma Maffia              | Fazekas Zsuzsa  |
| Henry Castillo, Los Angeles-i rendőr | Jeremy Piven             | Háda János      |
| Naomi Cross                          | Gina Ravera              | n.a             |
| Dr. Wick Sachs                       | William Converse-Roberts | Mikula Sándor   |
| Nana Cross                           | Helen Martin             | n.a             |
| Janell Cross                         | Tatyana Ali              | n.a             |
| Coty Pierce                          | Mena Suvari              | n.a             |
| Megan Murphy                         | Heidi Schanz             | n.a             |
| Willard őrmester                     | Rick Warner              | n.a             |
| Dianne Wainford                      | Deborah Strang           | Simon Mari      |
| könyvesbolti eladó                   | Tracey Walter            | n.a             |

## Fogadtatás

### Kritikai visszhang
A filmet jórészt negatívan fogadta a filmkritika. A Rotten Tomatoeson 32%-os minősítést ért el 34 értékelés alapján, az összefoglaló szerint: „Alex Cross nyomozó szerencsétlen filmes debütálása az A gyűjtő című filmben, amely egy nehézkes, kevés meglepetéssel kecsegtető thriller.”
A MetaCritic 46 pontot adott a 100-ból 17 vélemény alapján. Rita Kempley a Washington Posttól azt írta: „Gary Fleder rendező második filmje, amely biztosan felpörgeti a pulzust és bizsergeti a gerincet. Kár, hogy ez mindenütt a fiatal nők méltóságának rovására megy.” Todd McCarthy a Varietytől azt írta: „Az okos, talpraesett karakterekkel és olyan bizarr bűntényekkel teli filmet, amelyek gyanúsan rémisztő jelleget kölcsönöznek a filmnek, egy olyan gonosztevő jelenléte hátráltatja, aki már a kezdetektől fogva túlságosan nyilvánvaló.” Lisa Alspector a Chicago Readertől azt írta: „A politikai korrektségre tett félresikerült kísérletei miatt ez a sorozatgyilkos film nem egyszerűen unalmas, hanem ostoba.”

### Bevétel adatai
A Box Office Mojo szerint a film nyereséges volt. A 27 millió dolláros költségvetésre 60,5 millió dolláros bevételt ért el.